# Gumbsheim
Gimbsheim là một đô thị thuộc huyện Alzey-Worms, bang Rheinland-Pfalz, nước Đức. Đô thị Gumbsheim có diện tích 17,62 km².